# Ahmed Sofa

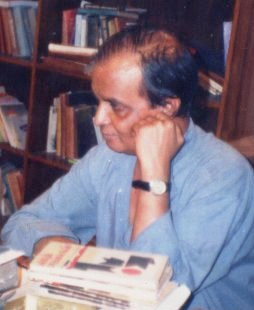
Ahmed Sofa in 1995

Ahmed Sofa (bengalí: আহমদ ছফা, 30 de junio de 1943 - 28 de julio de 2001) fue un escritor, pensador, novelista y poeta de Bangladés. Sofá es ampliamente considerado como uno de los mejores escritores de Bangladés. Escritor de profesión, Sofa escribió 18 libros de no ficción, 8 novelas, 4 colecciones de poemas, 1 colección de cuentos y varios libros de otros géneros.
En Bangali Musalmaner Man (La mente de los musulmanes bengalíes) (1981), Sofa estudió la formación de la identidad de los musulmanes bengalíes, las causas de su retraso, su desarrollo como comunidad y su progreso intelectual. El hombre de Bangali Musalmaner del sofá (la mente de bengalí musulmán) se considera uno de los mejores libros de pensamiento escritos en lengua bengalí.
En Buddhibrittir Natun Binyas (Un nuevo modo de intelectualismo) (1972), Sofa cartografió el paisaje intelectual de Bangladés, delineando las tendencias oportunistas generales de los intelectuales bangladeshíes, su colaboración con el establishment y su incapacidad de aportar ningún cambio material real en la Bangladés poscolonial.
Caracterizado por "una frescura de lenguaje" y "constante experimentación y novedad" de materia y narración, sus ficciones retrataron a Bangladés con todos sus matices sociales, espirituales y políticos. Sofa Omkar (The Om) (1975) es considerada la mejor expresión literaria del movimiento de liberación de Bangladés. Gabhi Bittanta (Una historia de vaca) (1995), una novela que satiriza a los profesores universitarios implicados en la política de partidos y la corrupción es una de las mejores sátiras de la literatura bengalí. Pushpa Briksa ebang Bihanga Puran (Cuentos de flores, árboles y pájaros) (1996) relata los vínculos espirituales de Sofa con pájaros, plantas y árboles que reflejan su profunda biofilia. Algunos de sus poemas largos incluyen Ekti Prabeen Bater Kache Prarthana (Oración a un árbol antiguo de Banayan) (1977), y Basti Ujar (El desalojo de los habitantes de la ciudad de Shanti), etc.
Sofa y sus obras guiaron, inspiraron, influenciaron y continuaron inspirando e influenciando a muchos escritores, cineastas, pintores, artistas e intelectuales. Sigue siendo una de las influencias intelectuales más poderosas en Bangladés a través de sus obras y legado.
Para un estilo de vida bohemio y una naturaleza franca, Sofa fue una figura controvertida durante su vida. Se lo llamó rebelde, loco, insolente y una figura demasiado intransigente entre los intelectuales.
Sofa rechazó el Premio Lekhak Shibir en 1975, y el Premio Sa'dat Ali Akanda, otorgado por la Academia de Bangla en 1993. Fue galardonado póstumamente con Ekushe Padak por el Gobierno de Bangladés en 2002.